# .asia
این دامنه مختص قاره آسیا تهیه شده است.
کار برای ایجاد دامین ‎.asia‏ از سال ۲۰۰۰ آغاز شد. سازمان DotAsia موفق شد تا موافقت‌های رسمی برای راه‌اندازی این دامنه را در اواسط اکتبر ۲۰۰۶ دریافت کند و نخستین دامین.asia در اینترنت در ماه مارس ۲۰۰۸ حضور خود را اعلام خواهد کرد. برای ثبت نام در asia. حراج برگزار می‌شود. در مواردی که چندین سازمان خواهان یک نشانی باشند، هر کس مبلغ بالاتری اعلام کند حق تصاحب آن نشانی را خواهد داشت.
وسعت دسترسی جغرافیایی به دامین asia. از استرالیا تا خاورمیانه را در برمی‌گیرد. در مجموع ۲۰ سازمانی که کد دامین کشوری را فعال کرده‌اند نیز می‌توانند به asia. بازگردند.